# Erpolzheim
Erpolzheim település Németországban, Rajna-vidék-Pfalz tartományban. Lakosainak száma 1320 fő (2023. december 31.).

## Népesség
A település népességének változása:
| Lakosok száma | 722  | 1346 | 1333 | 1334 | 1343 | 1320 |
|               | 1975 | 2017 | 2019 | 2021 | 2022 | 2023 |